# Tibidabo (cabaré)
Tibidabo fue un cabaré que funcionó entre 1942 y 1955 en la ciudad de Buenos Aires. Era conocido por sus espectáculos vinculados al tango y, en especial, los que estaban a cargo de Aníbal Troilo y su orquesta.

## Historia
El local, que se promocionaba como “restaurant-dancing”, fue inaugurado el 24 de abril de 1942 en la Avenida Corrientes 1244 con la actuación de la orquesta de Aníbal Troilo, que fue su número central actuando durante los otoños e inviernos hasta la temporada de 1952; en 1953 y 1954 Troilo no actuó en el local porque actuaba en el sainete lírico El patio de la Morocha y en 1955 el cabaré cesó la actividad y fue demolido. Inicialmente los dueños habían pensado contratar la orquesta de Juan D’Arienzo pero el músico estaba cómodo actuando en el cabaré Chantecler y no aceptó, luego hablaron con Ángel D’Agostino recibiendo otra respuesta negativa y allí contrataron a Troilo, que se convirtió en la atracción principal y figura emblemática del lugar. Cuando el 12 de abril de 1943 el músico dio comienzo a su segunda temporada, estuvieron presentes Tania, Lucio Demare y Efraín Orozco. El maestro de ceremonias era el locutor radiofónico Jaime Font Saravia y las palabras de bienvenida estuvieron a cargo de Julián Centeya. Fue en elTibidabo que se estrenó el tango Los mareados de Juan Carlos Cobián y Enrique Cadícamo. 
Otras orquestas que también trabajaron en el establecimiento fueron las de Pedro Maffia, Francini-Pontier, Antonio Rodio, Stampone-Federico y Osvaldo Pugliese.  
El nombre inicial fue Cabaret Corrientes pero más adelante fue cambiado por el catalán copropietario del establecimiento Juan Sarrat en homenaje al  pico de ese nombre, que es el más alto de la sierra de Collserola, en el municipio de Barcelona, España. Si bien concurrían algunas parejas, la mayor parte de los asistentes eran hombres y en el local había “alternadoras” que vestían de largo y se paseaban discretamente por el salón. Los concurrentes cenaban, bebían, bailaban y disfrutaban con los números musicales.  
Eran varios los personajes ligados al tango que recalaban en el Tibidabo, entre otros Miguel Bucino, Enrique Cadícamo, Cátulo Castillo, José María Contursi, Carlos de la Púa, Homero Manzi, José Razzano, Enrique Santos Discépolo y César Vedani. 
El local fue demolido en 1955 y reemplazado por el restaurante La churrasquita. Años después en el tango Corrientes bajo cero (1958) de Roberto Chanel y Aldo Queirolo el cabaré era evocado así:
El bandoneón de Pichuco
ondeaba en el Tibidabo
mi corazón embargado
se escurría de emoción.